# 阿德里安·约斯佩
阿德里安·约斯佩（Adrián Ezequiel Yospe Rodriguez，1970年2月12日—2011年11月10日）是一名阿根廷男演员。1991年至2011年间，他出演了13部电影。他与娜塔莎·贾特有過一段戀情，兩人交往至2007年，並且於2006年育有一子。後來他被诊断出患有食道胃癌並于2011年11月10日凌晨去世，年仅41岁。